# Simple Instruction Set Computing

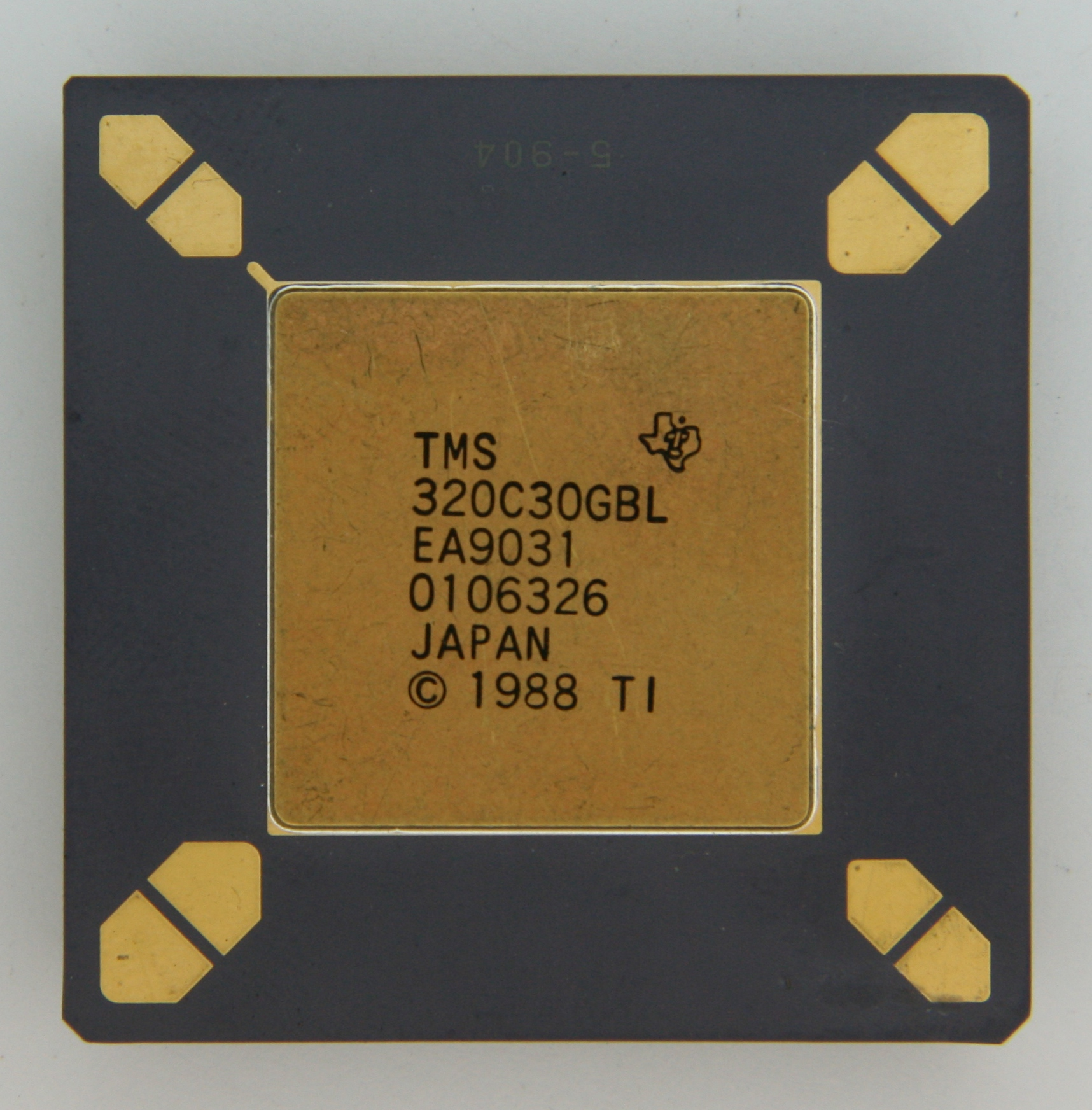
El procesador digital de señales TMS320 utiliza la arquitectura SISC.

SISC (Simple Instruction Set Computing) es un tipo de arquitectura de microprocesadores orientada al procesamiento de tareas en paralelo. Esto se implementa mediante el uso de la tecnología VLSI, que permite a múltiples dispositivos de bajo costo que se utilicen conjuntamente para resolver un problema particular dividido en partes disjuntas. La arquitectura RISC es un subconjunto del SISC, centrada en la velocidad de procesamiento debido a un conjunto de instrucciones reducido.
Microprocesadores SISC (o RISC) nunca han sido logrado amenazar el amplio dominio de los procesadores CISC en los ordenadores personales, debido a su popularidad y al aumento constante en la capacidad de procesamiento de los mismos. Por lo tanto, el uso de RISC y SISC sigue limitado a necesidades muy específicas de procesamiento, como en los procesadores DSP.